# Municipio de Quezaltepeque (kommun)
Municipio de Quezaltepeque är en kommun i Guatemala.   Den ligger i departementet Departamento de Chiquimula, i den sydöstra delen av landet, 110 km öster om huvudstaden Guatemala City.